# Hello (singel Adele)
„Hello” – pierwszy singel brytyjskiej piosenkarki Adele, promujący jej trzeci album, zatytułowany 25. Singel swoją premierę miał 22 października 2015 roku.
Piosenka otrzymała powszechne uznanie i głównie pozytywne oceny ze strony krytyków, którzy porównywali utwór do wcześniejszych wydawnictw Adele. „Hello” osiągnął międzynarodowy sukces, docierając do pierwszego miejsca listy przebojów w ponad 28 krajach, w tym m.in. w Wielkiej Brytanii, gdzie ma największą sprzedaż tygodniową od ostatnich trzech lat. W Stanach Zjednoczonych utwór zadebiutował na szczycie Billboard Hot 100, oraz jako pierwsza piosenka przekroczyła milion cyfrowej sprzedaży w czwartym tygodniu.
Teledysk do singla został wyreżyserowany przez Xaviera Dolana. Premiera klipu nastąpiła 23 października, gdzie w ciągu 24 godzin został odtworzony ponad 27,7 miliona razy. Tym samym Adele osiągnęła nowy rekord wyświetleń teledysku, który wcześniej należał do Taylor Swift i jej singla „Bad Blood” z 20,1 milionami. Teledysk w ciągu zaledwie 5 dni od premiery, pobił rekord w przekroczeniu 100 milionów wyświetleń na Vevo w jak najkrótszym czasie, pokonując singel Miley Cyrus – „Wrecking Ball”. Trzy miesiące od premiery, klip przekroczył liczbę miliarda wyświetleń, dokonując tego najszybciej w historii.

## Lista utworów
- Digital download

1. „Hello” – 4:55

## Notowania i certyfikaty
| Lista przebojów (2015)                    | Najwyższa pozycja |
| ----------------------------------------- | ----------------- |
| Australia (ARIA Charts)                   | 1                 |
| Austria (Ö3 Austria Top 40)               | 1                 |
| Belgia (Ultratop Flandria)                | 1                 |
| Belgia (Ultratop Walonia)                 | 1                 |
| Czechy (Rádio Top 100)                    | 1                 |
| Czechy (Singles Digitál Top 100)          | 1                 |
| Dania (Tracklisten)                       | 1                 |
| Finlandia (Suomen virallinen lista)       | 1                 |
| Francja (SNEP)                            | 1                 |
| Grecja Digital Songs (Billboard)          | 1                 |
| Hiszpania (PROMUSICAE)                    | 1                 |
| Holandia (Dutch Top 40)                   | 1                 |
| Holandia (Single Top 100)                 | 1                 |
| Irlandia (IRMA)                           | 1                 |
| Izrael (Media Forest)                     | 1                 |
| Japonia (Japan Hot 100)                   | 28                |
| Kanada (Canadian Hot 100)                 | 1                 |
| Liban (OLT 20)                            | 1                 |
| Luksemburg Digital Songs (Billboard)      | 1                 |
| Meksyk (AMPROFON)                         | 2                 |
| Meksyk Ingles Airplay (Billboard)         | 1                 |
| Niemcy (Media Control Charts)             | 1                 |
| Norwegia (VG-lista)                       | 1                 |
| Nowa Zelandia (Recorded Music NZ)         | 1                 |
| Polska (AirPlay – Top)                    | 1                 |
| Portugalia Digital Songs (Billboard)      | 1                 |
| Rosja (Billboard)                         | 1                 |
| Słowacja (Rádio Top 100)                  | 2                 |
| Słowacja (Singles Digitál Top 100)        | 1                 |
| Słowenia (SloTop50)                       | 1                 |
| Stany Zjednoczone (Billboard Hot 100)     | 1                 |
| Stany Zjednoczone (Adult Contemporary)    | 1                 |
| Stany Zjednoczone (Adult Top 40)          | 1                 |
| Stany Zjednoczone (Dance Club Songs)      | 4                 |
| Stany Zjednoczone (Top 40 Mainstream)     | 1                 |
| Szkocja (The Official Charts Company)     | 1                 |
| Szwajcaria (Schweizer Hitparade)          | 1                 |
| Szwecja (Sverigetopplistan)               | 1                 |
| Węgry (Rádiós Top 40)                     | 6                 |
| Węgry (Single Top 40)                     | 1                 |
| Wielka Brytania (Official Charts Company) | 1                 |
| Włochy (FIMI)                             | 1                 |

| Kraj                         | Certyfikat               | Sprzedaż   |
| ---------------------------- | ------------------------ | ---------- |
| Australia (ARIA)             | 7x platynowa płyta       | 490 000+   |
| Belgia (BEA)                 | 3x platynowa płyta       | 60 000+    |
| Brazylia (Pro-Música Brasil) | 3x diamentowa płyta      | 750 000+   |
| Dania (IFPI Danmark)         | 4x platynowa płyta       | 360 000+   |
| Hiszpania (Promusicae)       | 3x platynowa płyta       | 120 000+   |
| Kanada (MC)                  | diamentowa płyta         | 800 000+   |
| Meksyk (AMPROFON)            | diamentowa + złota płyta | 330 000+   |
| Niemcy (BVMI)                | platynowa płyta          | 400 000+   |
| Norwegia (IFPI Norge)        | 6x platynowa płyta       | 360 000+   |
| Nowa Zelandia (RMNZ)         | 5x platynowa płyta       | 150 000+   |
| Stany Zjednoczone (RIAA)     | 7x platynowa płyta       | 7 000 000+ |
| Szwajcaria (IFPI Schweiz)    | platynowa płyta          | 30 000+    |
| Wielka Brytania (BPI)        | 5x platynowa płyta       | 3 000 000+ |
| Włochy (FIMI)                | 6x platynowa płyta       | 300 000+   |

### Notowania w Polsce
Pozycje na listach airplay
| Kraj   | Lista (2015)      | Najwyższa pozycja |
| ------ | ----------------- | ----------------- |
| Polska | AirPlay – Top     | 1                 |
| Polska | AirPlay – Nowości | 1                 |

Pozycje na radiowych listach przebojów
| Kraj   | Lista (2015)                                         | Najwyższa pozycja |
| ------ | ---------------------------------------------------- | ----------------- |
| Polska | Polskie Radio Program III (Lista Przebojów Trójki)   | 1                 |
| Polska | Radio Zachód (Mniej Więcej Lista)                    | 1                 |
| Polska | Polskie Radio Szczecin (Szczecińska Lista Przebojów) | 1                 |
| Polska | Polskie Radio Koszalin (Złota Trzydziestka)          | 1                 |
| Polska | RMF FM (Poplista)                                    | 1                 |
| Polska | Radio Zet (Lista Przebojów Radia Zet)                | 1                 |
| Polska | Radio Bielsko (Codzienna Lista Przebojów)            | 1                 |
| Polska | Radio PiK (Lista Przebojów Radia PiK)                | 1                 |
| Polska | Radio Eska (Gorąca 20)                               | 1                 |
| Polska | Wietrzne Radio (Top 15)                              | 1                 |
| Polska | UJOT FM (Lista Obecności)                            | 3                 |

## Historia wydania
| Kraj              | Data                 | Format           | Wytwórnia |
| ----------------- | -------------------- | ---------------- | --------- |
| Świat             | 23 października 2015 | digital download | XL        |
| Włochy            | 23 października 2015 | Mainstream radio | XL        |
| Stany Zjednoczone | 26 października 2015 | Hot/Modern/AC    | Columbia  |
| Stany Zjednoczone | 27 października 2015 | Mainstream radio | Columbia  |